# منتخب نيجيريا لكرة اليد
منتخب نيجيريا لكرة اليد هو الممثل الرسمي لدولة نيجيريا في رياضة كرة اليد. نافس في بطولة أفريقيا لكرة اليد للرجال وظهر فيها 10 مرات كانت الأولى في سنة 1979 وكانت أفضل نتيجة له فيها هي المركز الرابع وذلك في سنة 1998. شارك في كأس العالم مرة واحدة وذلك في بطولة العالم لكرة اليد للرجال 1999 حقق فيها المركز الـ 23.